# Far East Cup w biegach narciarskich 2010/2011
Far East Cup w biegach narciarskich 2010/2011 – kolejna edycja tego cyklu zawodów, zaliczana do Pucharu Kontynentalnego.

## Kobiety

### Kalendarz i wyniki
| Lp | Data                                | Miejscowość                         | Dystans                             | 1. miejsce          | 2. miejsce          | 3. miejsce          |
| -- | ----------------------------------- | ----------------------------------- | ----------------------------------- | ------------------- | ------------------- | ------------------- |
| 1. | 21 grudnia 2010                     | Alpensia Resort                     | 5 km s. klasycznym                  | Lee Chae-won        | Naoko Omori         | Nam Seul-gi         |
| 2. | 22 grudnia 2010                     | Alpensia Resort                     | 5 km s. dowolnym                    | Lee Chae-won        | Naoko Omori         | Nam Seul-gi         |
| 3. | 26 grudnia 2010                     | Otoineppu                           | 5 km s. klasycznym                  | Michiko Kashiwabara | Chihiro Kasahara    | Sayuri Yaguchi      |
| 4. | 27 grudnia 2010                     | Otoineppu                           | 5 km s. dowolnym                    | Yuki Kobayashi      | Michiko Kashiwabara | Lee Chae-won        |
| 5. | 6 stycznia 2011                     | Sapporo                             | 5 km s. klasycznym                  | Michiko Kashiwabara | Nobuko Fukuda       | Chisa Ōbayashi      |
| 6. | 7 stycznia 2011                     | Sapporo                             | 5 km s. dowolnym                    | Chisa Ōbayashi      | Yuki Kobayashi      | Michiko Kashiwabara |
|    | Far East Cup – klasyfikacja końcowa | Far East Cup – klasyfikacja końcowa | Far East Cup – klasyfikacja końcowa | Michiko Kashiwabara | Lee Chae-won        | Yuki Kobayashi      |

### Klasyfikacja generalna
| Lp. | Zawodnik            | Punkty |
| --- | ------------------- | ------ |
| 1.  | Michiko Kashiwabara | 340    |
| 2.  | Lee Chae-won        | 300    |
| 3.  | Yuki Kobayashi      | 280    |
| 4.  | Naoko Omori         | 263    |
| 5.  | Chisa Ōbayashi      | 246    |
| 6.  | Chihiro Kasahara    | 185    |
| 7.  | Nobuko Fukuda       | 176    |
| 8.  | Sayuri Yaguchi      | 173    |
| 9.  | Risa Abe            | 158    |
| 10. | Nam Seul-gi         | 120    |

## Mężczyźni

### Kalendarz i wyniki
| Lp | Data                                | Miejscowość                         | Dystans                             | 1. miejsce           | 2. miejsce           | 3. miejsce      |
| -- | ----------------------------------- | ----------------------------------- | ----------------------------------- | -------------------- | -------------------- | --------------- |
| 1. | 21 grudnia 2010                     | Alpensia Resort                     | 10 km s. klasycznym                 | Akira Lenting        | Nobuhito Kashiwabara | Park Byung-joo  |
| 2. | 22 grudnia 2010                     | Alpensia Resort                     | 10 km s. dowolnym                   | Nobuhito Kashiwabara | Akira Lenting        | Jung Eui-myung  |
| 3. | 26 grudnia 2010                     | Otoineppu                           | 10 km s. klasycznym                 | Kōhei Shimizu        | Akira Lenting        | Takeshi Sakurai |
| 4. | 27 grudnia 2010                     | Otoineppu                           | 10 km s. dowolnym                   | Masaya Kimura        | Shohei Honda         | Junichi Igawa   |
| 5. | 6 stycznia 2011                     | Sapporo                             | 10 km s. klasycznym                 | Kōhei Shimizu        | Yūichi Onda          | Nobu Naruse     |
| 6. | 7 stycznia 2011                     | Sapporo                             | 10 km s. dowolnym                   | Nobu Naruse          | Masaya Kimura        | Kōhei Shimizu   |
|    | Far East Cup – klasyfikacja końcowa | Far East Cup – klasyfikacja końcowa | Far East Cup – klasyfikacja końcowa | Akira Lenting        | Kōhei Shimizu        | Masaya Kimura   |

### Klasyfikacja generalna
| Lp. | Zawodnik             | Punkty |
| --- | -------------------- | ------ |
| 1.  | Akira Lenting        | 386    |
| 2.  | Kōhei Shimizu        | 286    |
| 3.  | Masaya Kimura        | 256    |
| 4.  | Nobu Naruse          | 255    |
| 5.  | Nobuhito Kashiwabara | 231    |
| 6.  | Junichi Igawa        | 195    |
| 7.  | Shohei Honda         | 183    |
| 8.  | Shunsuke Komamura    | 140    |
| 9.  | Hiroyuki Miyazawa    | 116    |
| 10. | Jung Eui-myung       | 105    |